# 甘迺迪號航空母艦 (CV-67)
肯尼迪號航空母艦（USS John F. Kennedy），舷号CV-67，1968年至2007年服役于美国海军。该舰为小鷹級航空母艦的第4號艦，是美國海軍最後一艘傳統動力航空母艦。
肯尼迪号艦名取自美國第35任總統约翰·肯尼迪（John F. Kennedy），因此也被暱稱為大約翰（Big John），是第一艘得名于美國總統姓名的航空母艦。

## 設計

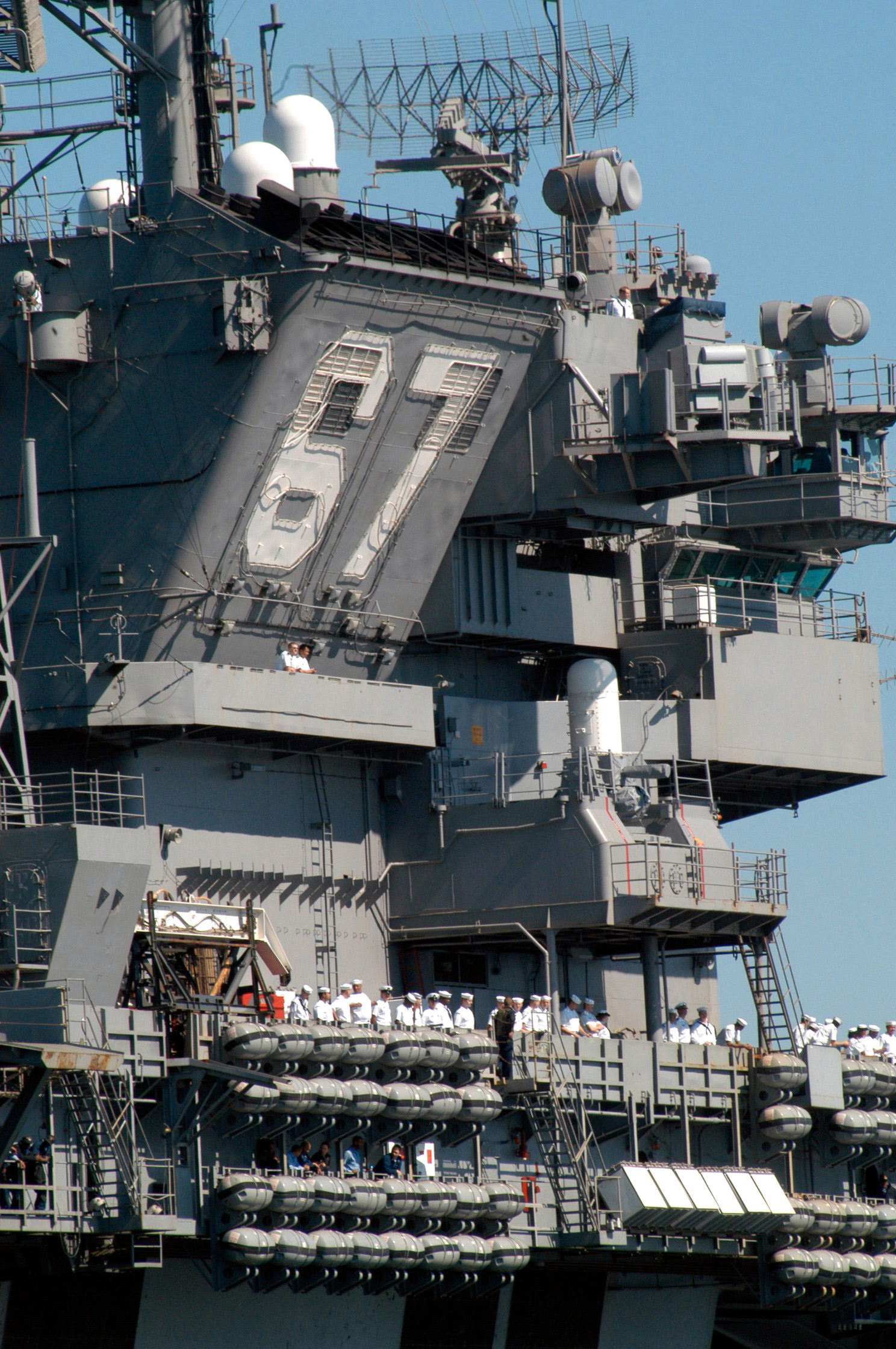
肯尼迪號向外伸出的煙囪

肯尼迪號航空母艦原本想採用核動力，最後因經費不足而改用常規（燃燒重油）作為動力來源。它和其他小鷹級航空母艦在外觀上最大的分別是艦橋結構旁向外伸出的煙囪。

## 服役

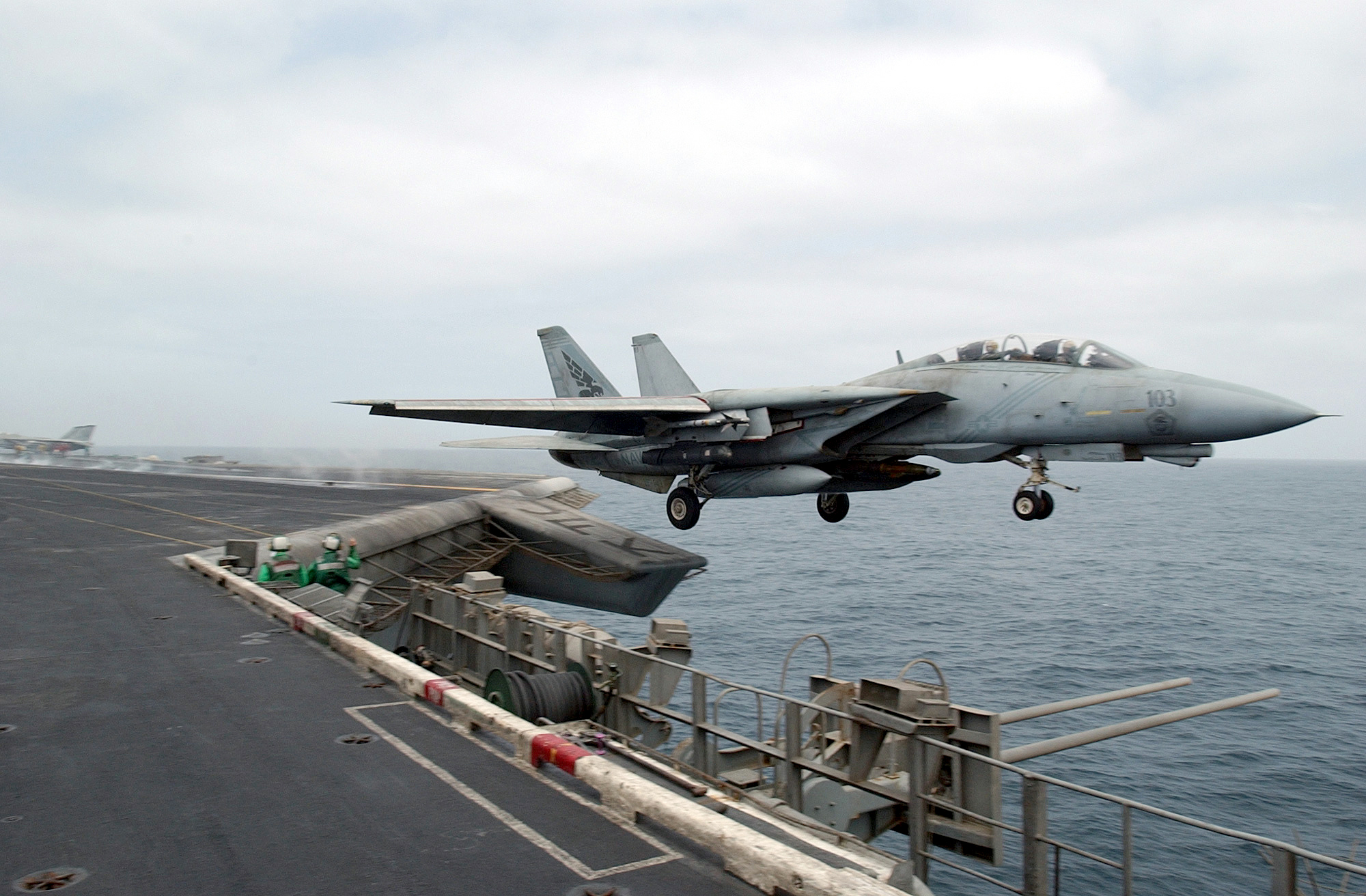
一架剛從甘迺迪號的斜向甲板彈射起飛的F-14

甘迺迪號第一次任務是在地中海巡航，前後達7次，以向蘇聯示威。
1975年11月22日晚间，甘迺迪號在伊奥尼亚海与飛彈巡洋艦貝卡納號相撞，后者遭到重创。事故导致8人死亡，48人受伤，经济损失超过1亿美元。
1989年，兩架F-14雄貓式戰鬥機從甘迺迪號上起飛，在地中海的錫德拉灣擊落兩架利比亞的蘇製米格-23戰鬥機，是為第二次錫德拉灣事件。
1991年海灣戰爭，甘迺迪號進駐紅海並派出飛機轟炸伊拉克。期間甘迺迪號的艦載機曾出動2895架次，總共向伊拉克投下35,000噸彈藥。波斯灣戰爭後，甘迺迪號進駐波斯灣並派出戰鬥機，執行在伊拉克南部的禁航命令。

## 退役
2007年3月22日，甘迺迪號退役，停靠于費城的軍艦封存地。
在2009年11月13日，北美首映的电影《2012》片內，此舰曾出现在海嘯席捲華盛頓的場景中。
2021年10月6日，肯尼迪号以一美分钱的象征性价格被出售给了国际拆船有限公司（International Shipbreaking Limited）。
2011年5月29日，福特級航空母艦二號艦CVN-79继承了“肯尼迪号”的舰名。